# Castell de Vialeva (Torralba)
El Castell de Villahaleva, també conegut com a Castell de Vilahaleva, Castell de Vialeva, Castell de Villafaleva, en el municipi de Torralba, a la comarca de l'Alt Millars, és una construcció fortificada catalogada com Bé d'Interès Cultural per declaració genèrica (sota la protecció de la Declaració genèrica del Decret de 22 d'abril de 1949, i la Llei 16/1985 sobre el Patrimoni Històric Español), que presenta anotació ministerial: R-I-51-0012070, des del 7 de maig de 2007.
Les actuals restes del castell es poden trobar en un promontori al centre de la vall que serveix d'unió als municipis d'Aiòder i Torralba, malgrat que se situa dins de la demarcació municipal de Torralba.

## Història
El castell de Villahaleva és d'origen islàmic, segueix les pautes de l'arquitectura militar medieval i la seva ubicació, en un estratègic lloc entre diversos municipis, fa considerar com a lògica la hipòtesi que va haver de ser un punt de control de la vall en el qual es localitza.
El fet de trobar-se allunyat de la població de Torralba, fa pensar als autors en què en un primer moment no tenia relació directa amb aquest nucli poblacional. Malgrat això se sap que va pertànyer a Zayd Abu Zayd, de manera que després del pacte signat a Calataiud (que permetia al rei d'Aragó quedar-se amb la quarta part de totes les terres, viles i castells que ell pogués recuperar), una vegada arribades les tropes de Jaume I d'Aragó i reconquerida la zona, el castell va passar a la disposició del monarca d'Aragó; i el governador almohade va aconseguir ajuda per expulsar de València a l'usurpador Zaén amb la protecció de Ximén Pérez, els Azagra i altres cavallers aragonesos. Quan en 1232 se signa el segon tractat de vassallatge i protecció de Abú Zayd amb Jaume I, el governador almohade va perdre els drets sobre València i va acabar convertint-se de governador almohade a senyor feudal cristià.
D'aquesta manera, després de la mort del nou senyor feudal convertit al cristianisme, el seu fill Fernando va heretar el castell de Villahaleva, i més tard, en morir aquest sense fills (en 1262), en el seu testament llega Torralba de Vilamalur (avui Torralba) a la seva mare (María Ferrandis), la Torre d'Argeleta a la seva neboda Sancha Eximenez (filla de Blasco Eximénez), i el castell de Buynegro excepte Argeleta a Teresa Eximénez una altra de les seves nebodes.
En el document citat, apareix anomenada Villahaleva, que és Villafaleva, i es refereix a l'actual partida de Torralba anomenada Vialeva, que és on es troben les restes de l'antic castell. Torralba no apareix anomenada, però això no significa que el nucli poblacional no existís, sinó que fos una població depenent del Castell de Villahaleva. Com la població sí que apareix anomenada en altres documents posteriors, la seva existència medieval queda confirmada.
El castell i les zones poblades da'l voltant van seguir sent habitades fins a l'expulsió dels moriscs en 1609.

## Descripció
Per les restes que queden del castell i la documentació existent, es pot afirmar que el castell de Torralba va ser construït entre els segles x i xii, amb una clara funció estratègica de control dels camins que es freqüentaven en aquella època a la vall del Millars. El seu origen seria àrab i seguiria les pautes de l'arquitectura militar medieval.
Les restes que es conserven són diversos trossos de llenços de la muralla que s'uneixen amb les parets rocoses del turó en el qual se situa el castell.
El castell havia de ser de petites dimensions (atenent a l'espai que existeix en el turó rocós on se situava), de forma poligonal que s'adaptava totalment a l'orografia del terreny.